# Абдрашитов, Шамиль Мунасыпович
Шами́ль Мунасы́пович Абдраши́тов (тат. Шамил Монасыйп улы Габдерәшитов; 19 мая 1921 — 4 мая 1944) — лётчик-истребитель. Герой Советского Союза, участник Великой Отечественной войны, лейтенант.

## Довоенная биография
Шамиль Мунасыпович Абдрашитов родился 19 мая 1921 года в Оренбурге. По национальности татарин. Внук татарского поэта Шамсетдина Заки.
Окончив в 1937 году семь классов, Шамиль Абдрашитов работал мотористом в авиационных мастерских и одновременно учился в аэроклубе.
По путёвке комсомола в мае 1938 года Шамиль Абдрашитов был направлен на учёбу в Оренбургскую военную авиационную школу лётчиков, после окончания которой в 1941 году служил на Дальнем Востоке.

## Участие в Великой Отечественной войне
Шамиль Абдрашитов Принимал участие в боях на фронтах Великой Отечественной войны с апреля 1943 года.
28 октября 1943 года лейтенант Шамиль Абдрашитов в составе четвёрки «Яков» установил расположение войск гитлеровцев, чем способствовал успешному освобождению совхоза «Аскания-Нова».
Ночью на 30 октября 1943 года во главе группы истребителей Шамиль Абдрашитов разбомбил Новогригорьевский аэродром.
В ряды ВКП(б) Шамиль Абдрашитов вступил в 1944 году.
Ночью 2 мая 1944 года Шамиль Абдрашитов сбил два гитлеровских бомбардировщика.
4 мая 1944 года во главе группы из шести «Яков» для уничтожения гитлеровской авиации на аэродроме мыса Херсонес лейтенант Шамиль Абдрашитов вылетел на боевое задание. В ходе бомбардировки аэродрома противнику был нанесён серьёзный урон. После выполнения приказа, когда группа улетала на базу, самолёт Шамиля Абдрашитова стал преследовать вражеский самолёт FW-190, который сбил советского лётчика. Абдрашитов сумел выброситься из горящего самолёта с парашютом, но упал в море и утонул.
Указом Президиума Верховного Совета СССР от 2 августа 1944 года за мужество и воинскую доблесть, проявленные в боях с немецко-фашистскими захватчиками лейтенанту Шамилю Мунасыповичу Абдрашитову посмертно присвоено звание Героя Советского Союза.

## Список воздушных побед
| Список воздушных побед Ш. М. Абдрашитова | Список воздушных побед Ш. М. Абдрашитова | Список воздушных побед Ш. М. Абдрашитова | Список воздушных побед Ш. М. Абдрашитова |
| № п/п                                    | Дата победы                              | Тип самолёта                             | Место победы                             |
| ---------------------------------------- | ---------------------------------------- | ---------------------------------------- | ---------------------------------------- |
| 1                                        | 11.09.1943                               | ФВ-189                                   | сев.-зап. Волноваха                      |
| 2                                        | 19.09.1943                               | Хе-111                                   | Ореховский                               |
| 3                                        | 24.09.1943                               | Хе-111                                   | Большой Токмак                           |
| 4                                        | 07.10.1943                               | Хе-111                                   | Верхняя Тарасовка                        |
| 5                                        | 26.10.1943                               | Ю-87                                     | Калга                                    |
| 6                                        | 26.10.1943                               | Хш-129                                   | совхоз «Соревнование»                    |
| 7                                        | 17.12.1943                               | Ме-109                                   | Цурюпинск                                |
| 8                                        | 24.01.1944                               | Ме-110                                   | Курбан-Кемельчи                          |
| 9                                        | 25.01.1944                               | ФВ-190                                   | Джанкой                                  |
| 10                                       | 04.02.1944                               | Хе-111                                   | юж. Армянск                              |
| 11                                       | 04.02.1944                               | Хе-111                                   | сев. Тархан                              |
| 12                                       | 25.02.1944                               | Ю-87                                     | Чучак                                    |
| 13                                       | 11.03.1944                               | ФВ-190                                   | Воинка                                   |
| 14                                       | 16.03.1944                               | Ме-109                                   | Таук                                     |
| 15                                       | 11.04.1944                               | Ме-109                                   | юж. Журавлёвка                           |
| 16                                       | 12.04.1944                               | Ю-87                                     | сев.-зап. Сарабуз                        |
| 17                                       | 14.04.1944                               | Хш-129                                   | сев. Софиевка                            |
| 18                                       | 25.04.1944                               | ФВ-190                                   | Севастополь                              |

Всего воздушных побед: 18+0
боевых вылетов — 242
воздушных боёв — 38

## Награды
- Медаль «Золотая Звезда»
- Орден Ленина
- Орден Красного Знамени
- Орден Александра Невского
- Орден Отечественной войны 1-й степени
- Орден Красной Звезды
- Грамота Президиума Верховного Совета СССР
- медали

## Память
- Именем Шамиля Абдрашитова названа улица в Оренбурге[2].